# 福吉站
福吉站（日语：／ Fukuyoshi eki */?）是位於福岡縣糸島市二丈吉井4086番2號，九州旅客鐵道（JR九州）的筑肥線車站。車站編號為JK14。

## 歷史
- 1923年（大正12年）12月5日 - 北九州鐵道（日语：北九州鉄道）此站至濱崎站之間開通，此站啟用。
- 1924年（大正13年）4月1日 - 北九州鐵道前原站（現時：筑前前原站）至此站之間開通。
- 1937年（昭和12年）10月1日 - 北九州鐵道被國有化，成為鐵道省筑肥線。
- 1987年（昭和62年）4月1日 - 伴隨國鐵分割民營化，車站由九州旅客鐵道（JR九州）營運[1]。
- 1997年（平成9年）2月18日 - 跨站式站房開始使用[2]
- 2010年（平成22年）3月13日 - 此站可以使用IC卡「SUGOCA」[3]。
- 2014年（平成26年）7月1日 - 無人車站。

## 車站構造
車站是一座地面車站（跨站式站房），設有1面2線的島式月台。
此站是無人車站。曾經此站是業務委託車站，委托JR九州鐵道營業負責車站業務，當時此站設有POS終端。現時設有自動售票機。

### 月台
| 月台 | 路線   | 上下行 | 方向                           |
| ---- | ------ | ------ | ------------------------------ |
| 北邊 | 筑肥線 | 上行   | 筑前前原、天神、博多、機場方向 |
| 南邊 | 筑肥線 | 下行   | 唐津、西唐津方向               |

## 使用狀況
在2019年（令和元年）度，1日平均乘車人次為426人
| 乘車人次變化 | 乘車人次變化 |
| 年度         | 1日平均人次  |
| ------------ | ------------ |
| 2005年       | 488          |
| 2006年       | 474          |
| 2007年       | 476          |
| 2008年       | 495          |
| 2009年       | 482          |
| 2010年       | 467          |
| 2011年       | 449          |
| 2012年       | 460          |
| 2013年       | 436          |
| 2014年       | 413          |
| 2015年       | 410          |
| 2016年       | 403          |
| 2017年       | 417          |
| 2018年       | 424          |
| 2019年       | 426          |

## 車站周邊
站前設有國道202號通過。
- 糸島農業協同組合（日语：糸島農業協同組合）福吉分店

## 相鄰車站
九州旅客鐵道（JR九州）
筑肥線
■快速
通過
■普通
大入（JK13）－福吉（JK14）－鹿家（JK15）

## 注腳
1. ↑  九州鉄道百年祭実行委員会・百年史編纂部会 (编).  初版. 九州旅客鉄道. 1988: 181 （日语）.
2. ↑  望月貴志. . 鐵道雜誌 (交友社). 1997年9月, (437): 137 （日语）.
3. ↑  . 交通新聞 (交通新聞社). 2010-03-16: 3 （日语）.
4. 1 2   (PDF). 九州旅客鉄道.   [2020-09-01]. （原始内容 (PDF)存档于2020-08-24） （日语）.
5. 1 2 3 4 5 6 7 8 9 10 11  糸島市統計白書（運輸、交通） 九州旅客鐵道不同站的上下車人次（JR筑肥線）
6. ↑   (PDF). 九州旅客鉄道.   [2020-09-01]. （原始内容 (PDF)存档于2017-08-01） （日语）.
7. ↑   (PDF). 九州旅客鉄道.   [2020-09-01]. （原始内容 (PDF)存档于2019-07-06） （日语）.
8. ↑   (PDF). 九州旅客鉄道.   [2020-09-01]. （原始内容 (PDF)存档于2020-03-15） （日语）.

## 外部連結
- 福吉（車站資訊） - 九州旅客鐵道（日語）